# Poa trinervis
Poa trinervis là một loài thực vật có hoa trong họ Hòa thảo. Loài này được (Hack.) C.Monod ex P.Royen miêu tả khoa học đầu tiên năm 1979.